# Curtiss Bay
Die Curtiss Bay (in Argentinien Bahía Inútil, ‚Nutzlose Bucht‘, in Chile Bahía Guesalaga) ist eine Bucht an der Davis-Küste des Grahamlands auf der Antarktischen Halbinsel. Sie liegt zwischen dem Kap Sterneck im Westen und dem Kap Andreas im Osten.
Ihr ursprünglicher Name auf argentinischen Karten aus dem Jahr 1957 wurde als irreführend betrachtet, da die Bucht als Ankerplatz diente. Deshalb benannte sie das UK Antarctic Place-Names Committee im Jahr 1960 um. Namensgeber ist der US-amerikanische Luftfahrtpionier Glenn Curtiss (1878–1930), der sich insbesondere bei der Entwicklung von Wasserflugzeugen hervortat. Chilenische Wissenschaftler benannten sie nach Federico Guesalaga Toro, dem Leiter der 1. Chilenischen Antarktisexpedition (1946–1947).